# Luna (bohyně)

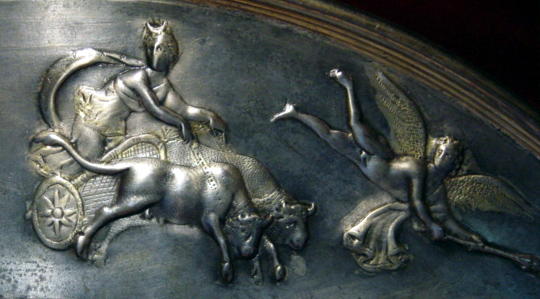
Luna jedoucí na voze, talíř z Parabiaga (361/363 n. l.)

Luna je římská bohyně Měsíce. Nevystupovala vždy jako samostatné božstvo, často byla ztotožňována s Dianou a Junonou, též považovanými za měsíční bohyně. Například Catullus Lunu označil za dárkyni světla a ztotožnil ji stejně jako Juno Lucinu a Trivii s Dianou. S Dianou a Hekaté také někdy vystupuje jako diva triformis - trojná bohyně. Později byla také ztotožněna s řeckou Seléné. Její svátek se slavil 31. března a 24. a 28. srpna.
Podle Varra měla Luna patřit mezi dvacet jedna hlavních římských bohů a dvanáct bohů vzývaných rolníky. Její a Solův kult měl zavést sabinský král Titus Tatius, tato dvě božstva měla společnou svatyni na Via Sacra. Lunin kult měl v důsledku její spojení s měřením času o něco větší význam než Solův. Její chrám stál na Aventinu a byl údajně vystavěn Serviem Tulliem, ale je zmiňován až v roce 182 př. n. l. Svatyni měla též na Aventinu, kde byla ctěna jako Noctiluca „noc osvětlující“, a na Kapitolu.
Slovo luna či lūna, běžný latinský výraz pro Měsíc, vychází z praindoevropského *lousk-nā „paní světla“. Příbuzné slovo se objevuje i v jiných evropských jazycích, příkladem je staroirské luan nebo české luna, obojí stejného významu, nebo ve staropruském lauxnos „hvězdy“. Běžnější indoevropský kořen *-meh1 „odměřovat“, ozývající se v českém měsíc nebo anglickém moon, se v latině v souvislosti s měsícem neobjevuje.